# Olenówka
Olenówka – wieś w Polsce położona w województwie lubelskim, w powiecie chełmskim, w gminie Dorohusk. Od  strony północnej wsi przebiega droga krajowa nr 12.
| SIMC    | Nazwa  | Rodzaj    |
| ------- | ------ | --------- |
| 0102812 | Wygoda | część wsi |

W latach 1975–1998 miejscowość administracyjnie należała do województwa chełmskiego. 
Wieś jest sołectwem w gminie Dorohusk. Według Narodowego Spisu Powszechnego (III 2011 r.) liczyła 134 mieszkańców i była dwunastą co do wielkości miejscowością gminy Dorohusk. 
Wierni Kościoła rzymskokatolickiego należą do parafii św. Michała Archanioła w Kamieniu.